# Myristica undulatifolia
Myristica undulatifolia är en tvåhjärtbladig växtart som beskrevs av James Sinclair.
Myristica undulatifolia ingår i släktet Myristica och familjen Myristicaceae. Inga underarter finns listade i Catalogue of Life.